# Періге (регбійний клуб)
Club Athlétique Périgueux Dordogne (або CA Périgord) — французький регбійний клуб із міста Періге, Дордонь.
Його звичайне місце зустрічі — стадіон Франсіс-Ронжєрас.
Клуб грає в Федеральному 1. 